# Учэн (Дэчжоу)
Учэ́н (кит. упр. 武城, пиньинь Wǔchéng) — уезд городского округа Дэчжоу провинции Шаньдун (КНР).

## История
Ещё в эпоху Враждующих царств в этих местах существовало укрепление. При империи Западная Хань был создан уезд Дунъучэн (东武城县). При империи Западная Цзинь иероглиф «дун» был убран из названия, и уезд стал называться просто «Учэн».
В 1950 году был образован Специальный район Дэчжоу (德州专区), и уезд вошёл в его состав. В 1956 году Специальный район Дэчжоу был расформирован, и уезд перешёл в состав Специального района Ляочэн (聊城专区). В 1958 году уезд Учэн был присоединён к уезду Сяцзинь. В 1961 году Специальный район Дэчжоу был воссоздан, и воссозданный уезд вновь вошёл в его состав. В 1967 году Специальный район Дэчжоу был переименован в Округ Дэчжоу (德州地区).
Постановлением Госсовета КНР от 17 декабря 1994 года были расформированы город Дэчжоу и округ Дэчжоу, и образован городской округ Дэчжоу.

## Административное деление
Уезд делится на 1 уличный комитет и 7 посёлков.